# 2024年美國
|        | 美國歷史 \| 美國歷史年表                                                                                                   |
| 世紀： | 20世紀美國 \| 21世紀美國 \| 22世紀美國                                                                                     |
| 年代： | 1990年代美國 \| 2000年代美國 \| 2010年代美國 \| 2020年代美國 \| 2030年代美國 \| 2040年代美國 \| 2050年代美國               |
| 年份： | 2020年美國 \| 2021年美國 \| 2022年美國 \| 2023年美國 \| 2024年美國 \| 2025年美國 \| 2026年美國 \| 2027年美國 \| 2028年美國 |
| 紀年： | 美国独立248周年 |

2024年美國指的是美國在2024年的時局變化。

## 聯邦政府

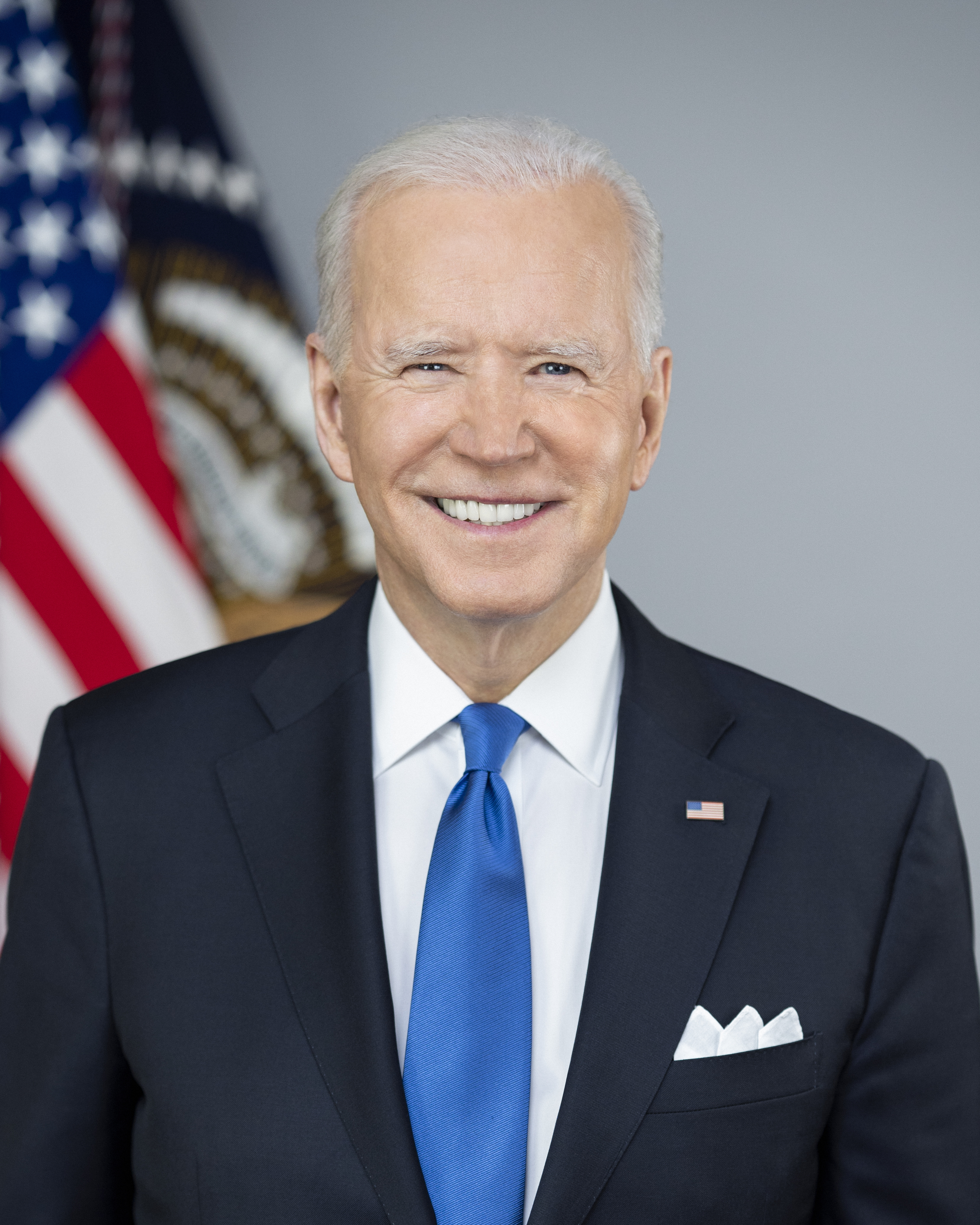
總統：乔·拜登
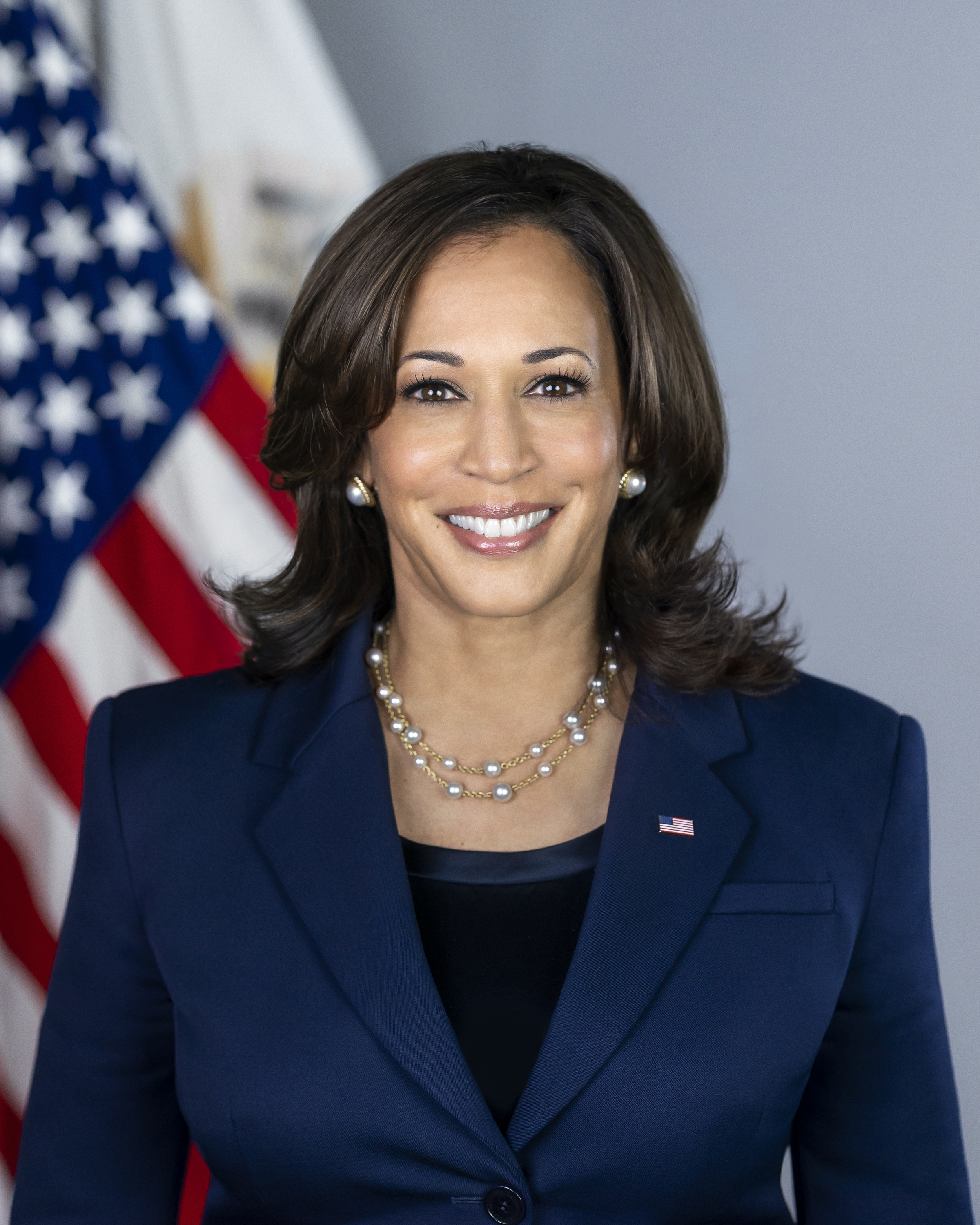
副總統兼參議院議長：賀錦麗
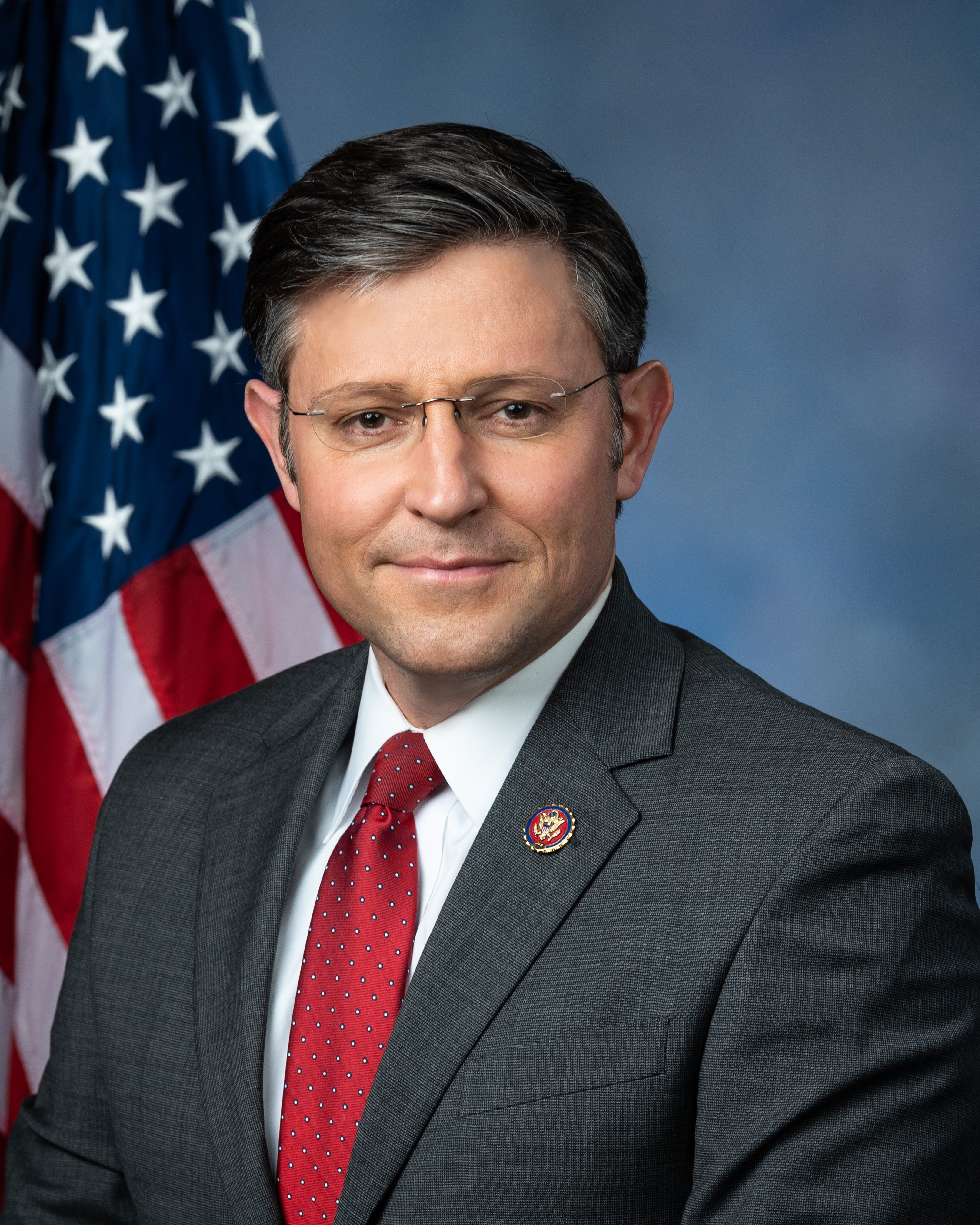
眾議院議長：麥克·強生
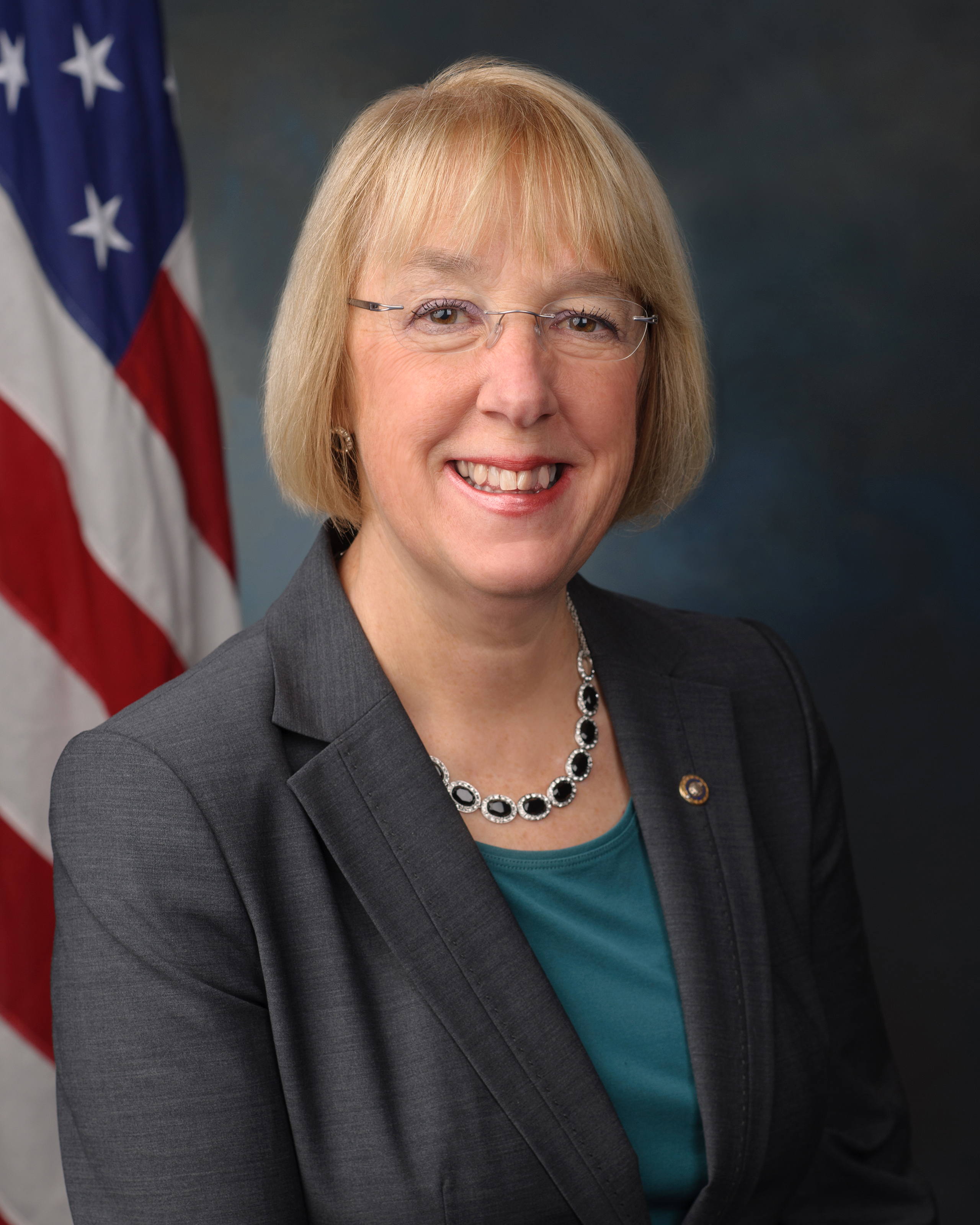
參議院臨時議長：派蒂·莫瑞
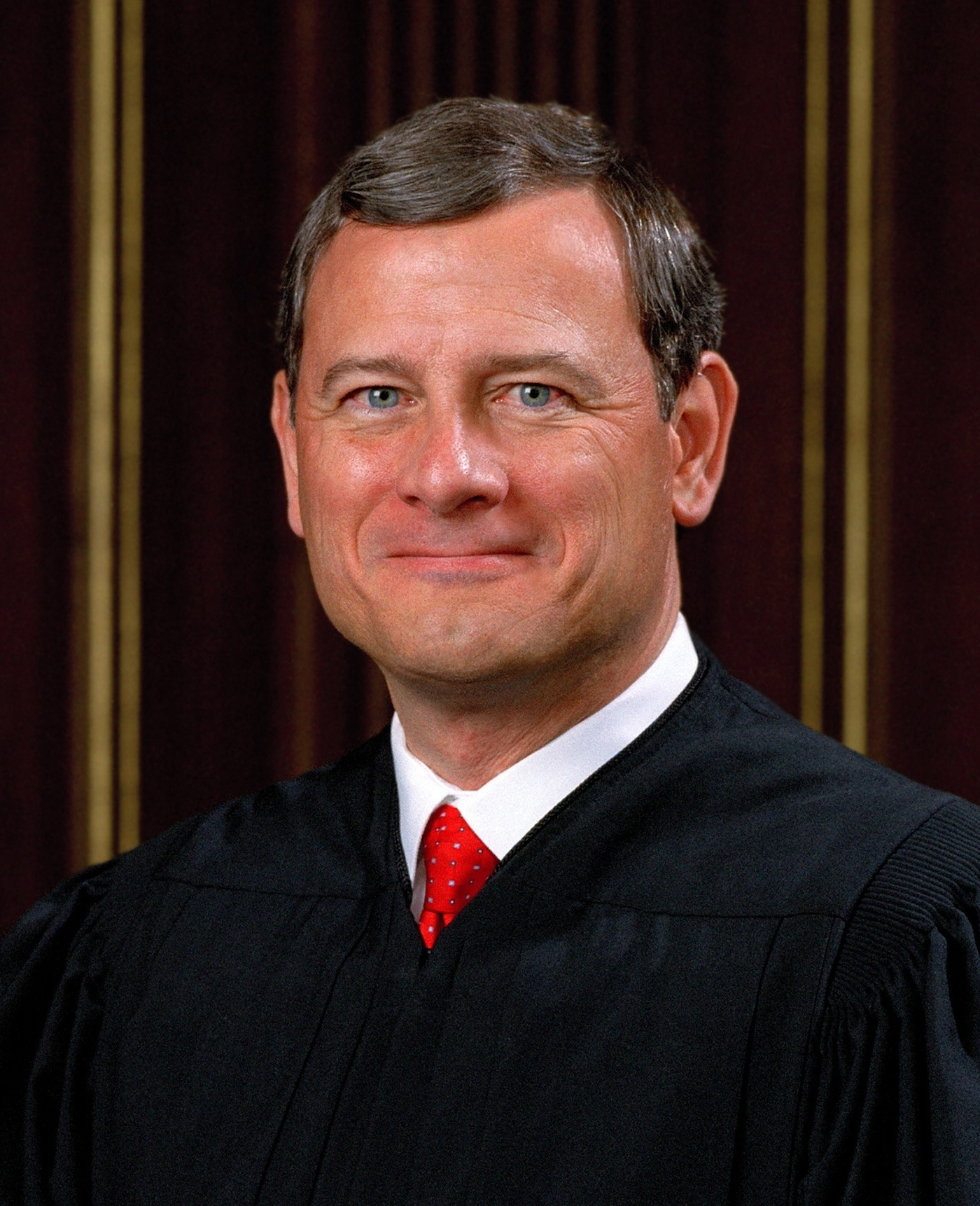
首席大法官：約翰·羅伯茨

## 大事时序

### 1月
- 1月1日，
  - 米老鼠問世95週年，版權變成公共財産。開放的版權僅適用1928年推出的短片《汽船威利號》中最原始版本的米老鼠[1]。
  - 纽约州罗彻斯特发生汽车冲撞袭击，造成2人死亡，9人受伤，嫌犯当场死亡[2]。
- 1月2日，因在反犹太情绪听证会（英语：2023 United States Congress hearing on antisemitism）上发言不当，加上早年学术研究被揭发有抄袭迹象，哈佛大学校长克洛迪娜·盖伊（英语：Claudine Gay）宣布辞职[3]。
- 1月3日，杰弗里·爱泼斯坦案的法庭文件陆续公开，当中包括涉案人员名单。有被点名的人士大多数否认自己涉事[4]。
- 1月4日，
  - 曾参与袭击美国国会的前骄傲男孩成员克里斯托弗·约翰·沃雷尔（英语：Christopher John Worrell）被判10年监禁[5]。
  - 爱德华州佩里一所高中发生校园枪击案，17岁的该校学生持枪打伤7名同学后自杀[6]。
- 1月5日，由阿拉斯加航空运营的一架波音737 MAX 9航班在飞行过程中出现紧急逃生舱门飞脱事故，需要在波特兰国际机场紧急迫降。事发后美国联邦航空管理局停飞所有737 MAX 9航班[7]。
- 1月7日，全美最大的电台广播商Audacy（英语：Audacy, Inc.）援引美国破产法第十一章申请破产[8]。
- 1月10日，前新泽西州州长克里斯·克里斯蒂暂停2024年总统选举竞选活动[9]。
- 1月11日，
  - 美军在红海扣押了一辆向胡塞武装组织运输补给物资的伊朗籍阿拉伯帆船，随后将帆船弄沉。阿拉伯帆船全体船员在行动中被俘，另有两名海豹突击队队员失踪[10][11]。
- 1月12日，由美国率领的多国军队对也门的胡塞武装组织据点发动空袭，以报复胡塞组织频繁袭击在红海地区航行的商城[12]。
- 1月15日，俄亥俄州商人维韦克·拉马斯瓦米在2024年爱荷华州共和党总统候选人预选（英语：2024 Iowa Republican presidential caucuses）中以7.7%的得票率落败后，宣布退出共和党总统候选人初选[13]。次日，前阿肯色州州长阿薩·賀勤森因在州内初选中以0.2%的得票率落败，同样宣布退出选举[14]。
- 1月16日，理疗师凯莉·克劳馥（Kellye Croft）对麦迪逊广场花园娱乐公司（英语：Madison Square Garden Entertainment）主席詹姆斯·劳伦斯·多兰提出起诉，指控詹姆斯在2014年强行与她发生性关系。此前身陷严重性侵丑闻的电影制片人哈維·溫斯坦也被凯莉起诉，指控对其实施性侵犯[15]。
- 1月19日，在电影《魯斯特》片场中意外开枪打死摄影指导哈里娜·哈欽斯，打伤导演乔尔·苏扎（英语：Joel Souza）的演员艾力·寶雲被以误杀罪起诉[16]。
- 1月20日，美国多地遭遇长达两周的冬季风暴侵袭，至少60人身亡。风暴还造成道路及供电严重瘫痪，预计需要数周时间恢复[17]。
- 1月21日，
  - 因爱荷华州的民意调查结果不佳、新罕布什尔州的民调支持率不断下降，佛罗里达州州长罗恩·德桑蒂斯宣布退出2024年美國總統選舉共和黨初選[18]。
  - 伊利诺伊州喬利埃特发生连环枪击案，8人死亡，1人受伤，枪手两天后在与德克萨斯州娜塔莉亚（英语：Natalia, Texas）警方交火时开枪自尽[19]。
- 1月24日，美国最高法院裁定德克萨斯州政府（英语：Government of Texas）在美墨边境设置铁丝网的行为违宪。然而德克薩斯州州長格雷格·阿博特不会遵守法庭命令，另外至少23个州表示对德州的支持，其中佛罗里达州派出该州国民警卫队（英语：Florida National Guard）支援德克萨斯州国民警卫队（英语：Texas National Guard）及德克薩斯州騎警司[20]。
- 1月25日，被判死刑的杀人犯肯尼斯·尤金·史密斯在亚拉巴马州霍尔曼惩教所（英语：Holman Correctional Facility）接受惰性氣體窒息死刑，成为全美首位采用该法的死刑犯[21]。
- 1月26日，
  - 纽约曼哈顿评审团公布E·珍·卡罗尔诉唐纳德·J·特朗普案（英语：E. Jean Carroll v. Donald J. Trump）的裁决结果，裁定特朗普必须支付原告8330万美元赔偿[22]。
  - 美国司法部裁定前纽约州州长安德鲁·库默有性骚扰行为[23]。
- 1月27日，美国暂停对聯合國近東巴勒斯坦難民救濟和工程處拨款，认为该组织有12名员工参与了阿克薩洪水行動。多名美国公民在该行动中遇害[24]。
- 1月28日，伊拉克伊斯兰抵抗组织对约旦的一处美军基地发动无人机袭击，造成3死47伤。四天后，美方对伊拉克及叙利亚发动 导弹袭击。

### 2月
- 2月1日，
  - 美国制裁在约旦河西岸地区制造暴力行动的以色列定居者[25]。
  - 一架比奇富豪Bonanza V35飞机坠毁在佛罗里达州克利爾沃特的一座河滨别墅，造成地面2人及飞行员死亡，别墅起火[26]。
  - 俄勒冈州最高法院（英语：Oregon Supreme Court）裁定俄勒冈州选票措施113号（英语：Oregon Ballot Measure 113）有效，下令禁止俄勒冈州参议院10名拒绝出席为期六周的立法会议、推延民主党法案立法进程的共和党参议员竞逐连任[27]。
- 2月4日，2026年美加墨世界杯赛程发布，其中78场比赛在美国举行，包括决赛（英语：2026 FIFA World Cup final）[28]。
- 2月6日，
  - 被视为X潜在对手的社交媒体平台Bluesky取消邀请制，正式开放公众注册[29]。
  - 美国哥伦比亚特区联邦巡回上诉法院的三人合议庭裁定无法赦免前总统特朗普在任期间的罪行[30]。
  - 牛津高中枪击案枪手伊森·克鲁布利的母亲詹妮弗被裁定犯有四项过失杀人罪，成为美国有史以来第一个因孩子犯罪而被定罪的家长[31]。
- 2月7日，
  - 在三场2024年美國總統選舉民主黨初選中输给拜登的作家玛丽安娜·威廉森宣布退选[32]。
  - 宾夕法尼亚州东兰斯顿（英语：East Lansdowne, Pennsylvania）发生枪击案，两名警察受伤，据称案发现场的一座房屋火灾至少造成六名家庭成员死亡[33]。
- 2月8日，
  - 两天前乘坐CH-53E直升機在克里奇空军基地（英语：Creech Air Force Base）及米拉马海军陆战队航空站之间进行定期飞行训练，结果在加州聖地牙哥山区附近坠机的五名美国海军陆战队被发现死亡[34]。
  - 特别法律顾问罗伯特·豪建议不就机密文件事件起诉总统拜登。然而，豪在报告中认为拜登未能回忆起当时的事件，引发外界讨论拜登的年龄及记忆力问题[35]。
  - 政治评论家塔克·卡森在俄罗斯莫斯科专访俄罗斯总统弗拉基米尔·普京，普京在访问中透露自己派兵入侵乌克兰的原因[36]。舆论批评塔克·卡森配合俄罗斯政治宣传，散播虚假资讯[37]。
- 2月9日，一架直升机在加州貝克坠机，6名乘客死亡，包括Access Bank（英语：Access Bank Group）首席执行官赫伯特·维格维（英语：Herbert Wigwe）、尼日利亚交易所集团前主席阿宾博拉·奥贡班乔（英语：Abimbola Ogunbanjo）[38]。
- 2月10日，在南卡罗来纳州的竞选集会上，特朗普“鼓励”俄罗斯攻击没有缴纳会费的北约国家。白宫方面批判其言论“令人震惊”，指责他“精神错乱”[39]。
- 2月11日，第五十八届超级碗在拉斯维加斯忠實體育場举行，堪薩斯城酋長在加时阶段以25比22击败新英格兰爱国者[40]。
- 2月12日，紐約地鐵4號線伊甸山大道車站发生枪击案（英语：2024 New York City Subway shooting），1死5伤[41][42] 。
- 2月13日，
  - 国土安全局局长亚历杭德罗·马约尔卡斯被众议院弹劾[43]。
  - 民主党人托馬斯·蘇奧齊在2024年纽约州第三国会选区补选（英语：2024 New York's 3rd congressional district special election）中击败共和党人马齐·梅莱莎·皮利普（英语：Mazi Melesa Pilip），递补去年因诈骗指控被驱逐出国会的乔治·桑托斯的空缺席位[44]。
- 2月14日，密苏里州堪萨斯城一场庆祝堪萨斯城酋长获得第五十八届超级碗冠军的游行活动发生枪击案，1人死亡，至少9人受伤。两名枪手到场被捕[45]。
- 2月15日，美国发射六枚用于侦测导弹的人造衛星，以应对俄罗斯计划向外太空部署核武器所带来的严重国安威胁[46]。
- 2月16日，
  - 纽约州最高法院法官亚瑟·恩戈伦（英语：Arthur Engoron）裁定特朗普与特朗普集团对多项欺诈罪名负有责任，处于3.55亿美元罚款，折合利息共计4.64亿美元[47]。另外特朗普儿子小唐纳德和埃里克各被罚款400万美元，前特朗普集团财务总监艾伦·魏塞尔贝格被罚100万美元[48]。特朗普方面提出上诉[49]。
  - 在亚历克斯·琼斯散播桑迪胡克中心小学枪击案阴谋论（英语：Sandy Hook Elementary School shooting conspiracy theories）案中代表原告方的官方委员会通过投票，一致通过清算琼斯的资产[50]。
- 2月17日，前美国众议员乔治·桑托斯指控深夜脱口秀主持人吉米·坎摩爾侵权、欺诈、违约、不得当利，称其买下他的Cameo视频，在旗下脱口秀节目《吉米·坎摩尔直播秀》以假名播出，入秉索偿75万美元[51]。
- 2月18日，明尼苏达州伯恩斯維爾发生枪击案，当地警方与医护人员在处置一起家庭暴力事件时被开枪，造成2名警察及1名消防人员死亡，1名警察受伤，枪手吞枪自杀[52][53]。
- 2月21日，
  - 拜登取消一项针对约15.3万人的学生贷款计划，该计划原本可收集12亿美元的财政收入[54]。
  - 第一資本宣布以近350亿美元收购發現金融及其同名信用卡网络发现卡[55]。
  - 阿拉巴马州最高法院（英语：Supreme Court of Alabama）对勒佩奇诉生殖医学中心案（英语：LePage v. Center for Reproductive Medicine）作出裁决，认定冷冻胚胎属于州法案范围内的儿童[56]。
  - 美国驻日海军、希金斯号驱逐舰军士长布莱斯·佩迪奇尼（Bryce Pedicini）被控四项间谍罪[57]。
- 2月22日，
  - 移动网络运营商AT&T出现网络故障，近7.1万用户受影响，另外两家运营商威訊通訊和T-Mobile也受到波及，事故原因暂时不得而知[58]。AT&T为受影响用户的下月账单扣减5美元，相当于一天的平均费用[59]。
  - 直觉机器公司的Nova-C月球着陆器成为首个登陆月球的商用着陆器[60]。
- 2月23日，
  - 美国就阿列克謝·納瓦爾尼之死对500多个俄罗斯金融机构、军事机构、避税机构、能源生产机构及监狱官员追加500多项制裁措施[61]。
  - 犹他州出现高空气球，当局派出战斗机拦截。官方表示气球的来源及用途暂不得而知[62]。
- 2月25日，美国空军飞行员亚伦·布什内尔在华盛顿哥伦比亚特区的以色列驻美国大使馆门前自焚，抗议美国支持以色列袭击加沙地带。亚伦随后因伤势过重身亡[63]。
- 2月27日，德克萨斯州狭长地带（英语：Texas panhandle）发生大火（英语：Smokehouse Creek Fire），波及近20万英亩土地，州长格雷格·阿博特宣布进入紧急状态[64]。
- 2月28日，美国参议员米奇·麥康諾全部在11月份辞任参议院政党领袖。自2007年第110届美国国会会期开始，麦康奈尔便是参议院共和党党团（英语：Senate Republican Conference）成员[65]。

### 3月
- 3月2日，美军宣布为加沙地带空投人道主义物资。[66]
- 3月4日，
  - 美国最高法院下达特朗普诉安德森案的判决，一致裁定各州无权禁止总统候选人不登选票，推翻了科罗拉多最高法院（英语：Colorado Supreme Court）此前在安德森诉格里斯沃尔德案中的判决[67]。
  - 此前在Discord泄露美国国防部机密文件的22岁前马萨诸塞州空军国民警卫队（英语：Massachusetts Air National Guard）成员杰克·特谢拉被判16年8个月监禁[68]。
  - 一架计划在纳什维尔约翰·C·图恩机场（英语：John C. Tune Airport）降落的派珀航空PA-32A直升机因机械故障，在40號州際公路坠毁，机上5人死亡[69]。
- 3月5日，
  - 消費者金融保護局遵照拜登政府的《关于促进美国经济竞争的行政命令（英语：Executive Order 14036）》，规定信用卡滞纳金上限为8美元[70]。
  - 路易斯安那州州长傑夫·蘭德里签署法案，将氖气和电刑列入执行死刑的方法[71][72]。
- 3月6日
  - 在超级星期二中选情不佳的前美国常驻联合国代表、南卡罗来纳州州长（英语：Governor of South Carolina）妮基·黑利宣布退出2024年美國總統選舉竞选活动，从而让特朗普成为共和党党内唯一候选人[73]。同日，在民主党初选中输给总统拜登的明尼苏达州众议员迪恩·菲利普斯也宣布退选[74]。
- 3月7日，总统拜登发表任内第三份国情咨文演说（英语：2024 State of the Union Address）[75]。
- 3月8日，
  - 威斯康星州杜赫斯特（英语：Dewhurst, Wisconsin）附近的高速公路发生车祸，一辆货车与一辆半挂式卡车相撞，9人死亡、1人受伤。[76]
  - 一辆执行飞行任务的UH-72拉科塔直升机在德克萨斯州麦卡伦以西41英里处坠毁，1名边境巡逻特勤人员和2名国民警卫队士兵遇害，另有1人受伤[77]。
  - 曼哈顿法院裁定前洪都拉斯总统胡安·奥兰多·埃尔南德斯与贩毒集团串通，将400顿可卡因从洪都拉斯运送到美国[78][79]。
- 3月9日，犹他州改用新版新版州旗，废除了已沿用113年的旧版本[80]。
- 3月10日，
  - 夏威夷州檀香山Manoa镇发生持刀伤人事件，包括凶手在内的5人死亡[81]。
  - 一架以色列航太工業1125 Astra SP在接近弗吉尼亚州热泉（英语：Hot Springs, Virginia）英格尔斯机场（Ingalls Field Airport）时坠毁，机上5人全部遇难[82]。
- 3月13日，美国众议院通过《保护美国人免受外国对手控制应用程序的侵害法案》，要求中国互联网公司字节跳动在六个月内将旗下的社交媒体平台抖音出售给美国企业，否则会被禁[83]。
- 3月14日，
  - 经过前两次失败，SpaceX在德克萨斯州博卡奇卡（英语：Boca Chica, Texas）星港发射基地成功发射首枚星艦火箭。然而火箭在再入大气层过程中失联[84]。
  - 牛津高中枪击案枪手伊森·克鲁布利的父亲詹姆斯·克鲁布利被裁定犯有四项过失杀人罪，成为美国史上第一位因儿子犯下校园枪击案而负上刑事责任的父亲。而詹姆斯的妻子詹妮弗也被控同样罪名[85]。
- 3月15日，俄亥俄州遭受龙卷风侵袭，至少3人死亡[86]。
- 3月16日，宾夕法尼亚州巴克斯縣瀑布镇发生枪击案，枪手在杀害三人后偷车遁逃，随后来到新泽西州特伦顿挟持人质对峙[87]。
- 3月18日，累计债务超10亿美元的布匹连锁品牌Jo-Ann Stores（英语：Jo-Ann Stores）依照《美国破产法第十一章》申请破产[88]。
- 3月19日，
  - 最高法院就美国诉德克萨斯州案（英语：United States v. Texas (2024)）下达判决，驳回了允许官方逮捕遣返移民的《德克萨斯州参议院第4号法案（英语：Texas Senate Bill 4 (2023)）》[89][90]。
  - 前密西西比州副警长亨特·爱德华（Hunter Edward）因在2023年1月参与虐待两名非裔男子的事件，被判监禁20年[91]。
- 3月20日，拜登政府公布2027年至2032年的机动车排放标准，进一步推动混合动力及电动载具的使用[92][93]。
- 3月21日，波士顿麻省总医院将一支基因工程猪身上的肾移植到一名男子身上，其后男子完成透析治疗[94]。
- 3月25日，
  - 纽约上诉法院向特朗普提出10天期限，要求他支付多项欺诈罪名成立所产生的4.64亿美元罚款，至少需要支付1.75亿美元[95]。
  - 以色列总理本雅明·内塔尼亚胡取消了原定访问美国的行程，以回应美国在联合国安全理事会呼吁加沙立即停火、哈马斯释放人质的决议投票中投弃权票[96]。
  - 波音过去六年发生多起航空意外后，公司首席执行官戴夫·卡尔霍恩（英语：Dave Calhoun）宣布在年底辞职[97]。
- 3月26日，
  - 巴爾的摩弗朗西斯·斯科特·基大橋遭巨型货轮达利号（英语：MV Dail）撞击，随后部分垮塌[98]。事故造成6人失踪，推断已死亡[99][100]。
  - 美国最高法院表示会就限制堕胎药（英语：abortion pill）美服培酮的使用进行口头辩论.[101]。
  - 英国英格蘭及威爾斯高等法院批准维基解密创始人朱利安·阿桑奇暂缓引渡美国，要求美国保证阿桑奇一旦被起诉间谍罪，将不会面临死刑[102]。
- 3月27日，伊利诺伊州罗克福德发生群体持刀伤人案，4人死亡、7人受伤[103]。
- 3月28日，
  - 加密货币交易所FTX创办人山姆·班克曼-弗里德电汇诈骗及洗钱罪名成立，判处25年监禁[104]。
  - 弗吉尼亚州州长格伦·杨金否决了休闲用大麻合法销售入刑的法案[105]。
- 3月31日，AT&T数据在暗网泄露，波及数百万用户[106]。

### 4月
- 4月1日，持美国及加拿大双重国籍的雅各布·弗利金格（Jacob Flickinger）与另外六名世界中央廚房救援人员在向加沙地带提供救援物资的时候，被以色列无人机杀害[107]。
- 4月2日，
  - 肯塔基州中部、俄亥俄州南部、西維吉尼亞州、印第安纳州南部遭遇龙卷风侵袭，至少3500万人受灾[108]。
  - 通用电气正式分拆为三家独立公司通用电气航空、通用Vernova（英语：GE Vernova）和通用医疗[109]。
- 4月3日，美國陸軍工兵部隊启动波多黎各圣胡安湾疏浚工程，为新建液化天然氣接收站开辟空间。项目落成后，预计能为波多黎各增加4亿美元的经济收入[110]。
- 4月4日，
  - 全美至少六个州份出现家牛禽流感，其中德州有一位奶牛场工人被传染，是全美第二位感染禽流感的人士[111]。
  - 亚利桑那州暗能量光谱仪研究人员公布了史上最大的宇宙3D地图，至少涵盖600万个星系。凭借此图，研究人员可以用前所未有的准确度来衡量宇宙扩张的速度（英语：Expansion of the universe），找出宇宙随时间变化的迹象[112][113]。
- 4月5日，
  - 新泽西州发生罕见4.8级地震，东海岸地区均有震感[114]。
  - 总部设在加州科默斯的99美分店（英语：99 Cents Only Stores）关闭全美371家门店[115]。
- 4月6日，佛罗里达州多拉发生群体枪击案，2人死亡、7人受伤[116]。
- 4月7日，从丹佛国际机场飞往喬治·布什洲際機場的西南航空3695号班机（英语：Southwest Airlines Flight 3695）在丹佛起飞时引擎失控，随后紧急回转，在丹佛降落，机上150人平安[117]。
- 4月8日，美国中部及东北部出现日全食[118]。
- 4月9日，
  - 牛津高中枪击案枪手伊森·克鲁布利的父亲詹姆斯和母亲詹妮弗被裁定犯有过失杀人罪，各判监禁10年至15年[119]。
  - 亚利桑那最高法院（英语：Arizona Supreme Court）对亚利桑那州计划生育协会诉梅耶斯案（英语：Planned Parenthood Arizona v. Mayes）进行了裁决，未推翻1864年一项禁止大多数人工流产方式的法律[120]。
- 4月10日，美国南部遭遇风暴袭击，造成密西西比州出现洪水，至少一人死亡[121]。
- 4月12日，一名男子驾驶半掛式卡車冲撞德克萨斯州公共安全局（英语：Texas Department of Public Safety）大楼，造成1人死亡，13人受伤[122]。
- 4月17日，
  - 美国参议院驳回了两项针对国土安全部长亚历杭德罗·马约尔卡斯的弹劾书[123]。
  - 拜登政府宣布重新对委内瑞拉实施石油及天然气禁运制裁[124]。
  - 全美各大学爆发以哈战争抗议活动。
- 4月19日，
  - 佛羅里達州男子麦克斯韦·阿扎雷洛（英语：Self-immolation of Maxwell Azzarello）在审理唐納·川普伪造商业记录案件的曼哈頓法院外自焚，其後不治身亡。[125]
  - 美国同意从尼日尔撤军。[126]
  - 特斯拉以油门踏板（英语：accelerator pedal）存在安全问题为由召回数千辆Cybertruck[127]。
- 4月20日，众议院通过一项为乌克兰、以色列及台湾提供9500万美元军事援助的法案[128]。
- 4月23日，
  - 经过五个月的通讯问题，美国国家航空航天局开始接收旅行者1号发送的可解密数据[129]。
  - 聯邦貿易委員會宣布禁止各行各业设立竞业条款后，美国商会及其盟友提告[130][131]。
  - 美国司法部同意就联邦调查局调查不当，向被拉里·纳萨尔性侵害的人士提供共计1.387亿美元的赔偿[132]。
- 4月24日，拜登正式签署《保护美国人免受外国对手控制应用程序侵害法案》，要求字节跳动在9个月内将TikTok出售给美国公司，否则无法继续在美国运营。[133]
- 4月25日，
  - 哈維·溫斯坦此前被定罪的强奸案被纽约上诉法院推翻[134]。
  - 联邦通信委员会恢复了奥巴马时期提出、2017年被废除的网络中立性规则[135][136]。
  - 受反以色列抗议活动影响，南加州大学取消毕业典礼[137]。
  - 美国国务院阿拉伯语发言人反对美国对加沙执行的政策，宣布辞职[138]。
- 4月26日，
  - 北美大平原遭遇一连串龙卷风侵袭，至少2000万人受影响、5人遇难[139][140]。
  - 路易斯安那州最高法院（英语：Louisiana Supreme Court）以4比3的票数批准白人占多数的圣乔治（英语：St. George, Louisiana）脱离巴吞鲁日[141][142][143]。
- 4月29日，
  - 美国与墨西哥同意共同打击美墨边境的非法移民[144]。
  - 北卡罗来纳州夏洛特发生枪击案，4名警察与枪手在交火过程中遇难，另有4人受伤[145]。
  - 德克萨斯州州长格雷格·阿博特致信德州教育部，要求无视拜登政府对《教育法修正案第九条》加入的保护LGBTQ+学生条文[146]。
- 4月30日，法官胡安·梅尔尚（英语：Juan Merchan）以藐视法庭罪向唐納·川普罚款9000美元[147]。

### 5月
- 5月1日，
  - 六周婴儿堕胎禁令正式在佛罗里达州生效[148][149][150]。
  - 联邦法官凯瑟琳·伊格尔斯（英语：Catherine Eagles）驳回了北卡罗来纳州对堕胎药美服培酮的多项禁令，取消了药物只能凭医生处方购买，以及患者需要亲自进行后续预约的要求[151]。
  - 聯合循道會以692票支持、51票反对废除了对LGBTQ神职人员（英语：LGBT clergy in Christianity）的长期禁令，禁止教长阻止同性婚姻[152]。
  - 亲以色列反示威者袭击了加州大学洛杉矶分校的亲巴勒斯坦营地（英语：2024 University of California, Los Angeles pro-Palestinian campus occupation）。次日，警方在校园内抓捕大量亲巴勒斯坦示威学生[153]。
- 5月2日，
  - 佛罗里达州成为全美第一个禁止培植肉的州分[154][155]。
  - 亚利桑那州州长凯蒂·霍布斯签署法案，允许15周以内的婴儿堕胎[156]。
  - 经营了54年、负债1.944亿美元的服装零售商Rue21（英语：Rue21）申请依照《美国破产法第十一章》破产，全美540间门店将关闭[157][158]。
- 5月3日，
  - 众议员亨利·奎拉尔（英语：Henry Cuellar）被裁定接受一家阿塞拜疆控制的公司及一家墨西哥银行将近60万美元的贿赂[159]。
  - 全美有2000人因参与亲巴勒斯坦校园占领行动被捕[160]。对此，胡塞组织邀请被停学的美国学生到也门萨那大学就读[161]。
  - 聯邦貿易委員會批准埃克森美孚以600亿美元收购先锋自然资源公司（英语：Pioneer Natural Resources）[162]。
- 5月6日，
  - 受校内校园占领行动影响，哥伦比亚大学取消毕业典礼[163]。
  - 基金团体“若雪·柯利鬼魂旅”就5月1日向波特兰警察局（英语：Portland Police Bureau）持有的15辆车纵火宣布负责，称此举意在提前阻止警方对波特蘭州立大學的亲巴勒斯坦营地进行清场[164]。
  - 连锁医院品牌管家医疗保健系统（英语：Steward Health Care System）申请依照《美国破产法第十一章》破产[165]。
  - 奧克拉荷馬州遭遇严重风暴袭击，数十所房屋及供电线路受损，巴恩斯达尔（英语：Barnsdall, Oklahoma）至少一人死于龙卷风[166]。
  - 美國教育部民权办公室（英语：Office for Civil Rights）对德州凯蒂独立学区（英语：Katy Independent School District）的性别认同政策进行调查。凯蒂独立学区董事会于2023年8月28日通过一项决议，如果学生要求使用不同的代词或将其认定为跨性别者，则要求学区员工要告诉其家长[167]。
- 5月8日，
  - 已故非裔美国人民权领袖黛西·贝茨（英语：Daisy Bates (activist)）的雕像在美國國會大廈揭幕，为阿肯色州象征[168]。
  - 全美遭遇数十个龙卷风袭击，5人死亡[169]。
  - Google DeepMind宣布开发人工智能模型AlphaFold 3，可以预测几乎所有生物分子的结构，而且可以模拟它们之间的相互作用[170]。
  - 保健连锁品牌Ascension遭遇网络攻击[171]。
  - 纽约市政府遭遇集体诉讼，指控其仅支付女性和异性恋夫妇的體外人工受精治疗费用，歧视男同性恋城市雇员[172]。
  - 德克萨斯州州长格雷格·阿博特致函各公立大学及社区学院，指示它们不要遵守拜登向教育法修正案第九条加入的LGBTQ+学生保护条款[173]。
- 5月9日，夏威夷州洛亚山天文台（英语：Mauna Loa Observatory）发布大气二氧化碳年度报告，显示其含量与去年同期相比跃升了4.7ppm[174]。
- 5月10日至13日，第25太陽週期的一场太阳风暴袭击地球，强度达到G4并引发大范围的极光。美国国家海洋和大气管理局太空天气预报中心（英语：Space Weather Prediction Center）发布了2005年以来的首个G4级别风暴警戒[175]。
- 5月10日，
  - 弗吉尼亚州谢南多厄县公立学区（英语：Shenandoah County Public Schools）投票撤销2020年的决定，恢复各校校名中的美利堅聯盟國军事领袖名称[176]。
  - 美国在赋予巴勒斯坦联合国成员国身份的联合国大会ES-10/23号决议（英语：United Nations General Assembly Resolution ES-10/23）的投票中投反对票[177]。
  - 宾夕法尼亚州陪审团下令埃克森美孚向一名汽修工赔偿7.255亿美元，该汽修工指控美孚的石油及溶剂造成他身患白血病[178]。
- 5月11日，明尼蘇達州建州166周年，新州旗正式启用[179]。
- 5月13日，
  - 法蘭西斯·史考特·基大橋倒塌事故现场的工程人员利用炸药炸掉弗朗西斯·斯科特·基大橋的残余部件，接下来让撞桥的达利号（英语：MV Dali）重新浮起，恢复航道通行[180]。
  - 遊戲驛站軋空事件事发三年后，Reddit用户再次将游戏驿站的股价推升75%，创18个月以来的新高[181]。
  - 美國航空協會联合航空公司美國航空、達美航空、聯合航空、捷藍航空、夏威夷航空和阿拉斯加航空起诉美國運輸部，计划推翻运输部要求提前披露航空费用的规定[182]。
  - OpenAI发布全新视觉及视频语音识别翻译模型GPT-4o[183]。
- 5月14日，
  - 美国陆军少校哈里森·曼恩（Harrison Mann）不满美国在加沙地带支持以色列，从美國國防情報局辞职[184]。
  - 18个共和黨执政州起诉公平就业机会委员会，寻求撤销对跨性别工作者的法律保护[185]。
  - 拜登宣布对从中华人民共和国进口的电动车电池、计算机芯片及医疗用品提升关税[186]。
  - 佛罗里达州馬里昂縣的一辆搭载农场工人的大巴与一辆卡车相撞后侧翻，造成8人死亡，40人受伤[187]。
  - 格鲁吉亚—美国关系（英语：Georgia–United States relations）：美国向格鲁吉亚政府发出警告，如果格鲁吉亚将美国定位为“敌对国家”而非战略伙伴，3.9亿美元的经济援助会受到审查[188]。
  - 田纳西州州长比爾·李签署一项批准儿童强奸犯死刑的法案[189][190]。
  - 海鲜连锁餐厅紅龍蝦餐館宣布关闭全美99家门店，次周根据《美国破产法第十一章》申请破产[191][192]。
- 5月15日，
  - 沃爾格林宣布出售抗过量吸毒药物納洛酮的仿制药，价格比在其货架上销售的正规纳洛酮Narcan便宜10美元[193]。
  - 一辆驳船撞上德克萨斯州加爾維斯敦鹈鹕岛堤道（Pelican Island Causeway），船上的汽油泄露到海湾内陆航道（英语：Gulf Intracoastal Waterway），还造成桥梁受损[194]。
  - 曼哈頓联邦检察官指控海梅·佩雷尔（英语：Jaime Peraire）的儿子安东·佩雷尔-布埃诺（Anton Peraire-Bueno）和詹姆斯·佩雷尔-布埃诺（James Peraire-Bueno）兄弟串谋电汇诈骗（英语：wire fraud）及洗錢。此前两人因滥用以太坊区块链，盗走价值2500万美元的加密货币被捕[195]。
  - 美国对250多名尼加拉瓜政府官员发出入境禁令，并对三个实体采取制裁措施，以制裁他们实施“镇压行动”、未能控制通过尼加拉瓜偷运到美国移民[196]。
  - 总统拜登与预定的共和党总统候选人唐納·川普同意在6月27日进行首场电视辩论（英语：2024 United States presidential debates）。该场电视辩论由有线电视新闻网主办，是美国历史上时间最早的一场电视辩论。第二场辩论预计在9月举行[197]。
  - 美国最高法院允许路易斯安那州在2024年美国众议院选举使用新国会地图，新地图包括两个黑人占多数的国会选区[198]。
- 5月16日
  - 道琼斯工业平均指数首次突破4万点[199]。
  - 欧盟就Facebook和Instagram可能违反《數位服務法案》中与儿童安全有关的在线内容规则，对Meta Platforms展开正式调查[200]。
  - 美国国务卿安東尼·布林肯再向乌克兰提供20亿美元军事援助，投资乌克兰的工业基地[201]。
  - 美国众议院通过一项法案，如果总统拜登阻碍向以色列运送武器的船只，国会有权取消对部门政府部门的拨款。然而，就算法案在参议院获得通过，拜登也会动用否决权[202]。
- 5月17日，休斯敦遭遇强烈风暴袭击，4人死亡。德州与路易斯安那州有将近100万栋建筑物断电[203][204]。
- 5月20日，
  - 法蘭西斯·史考特·基大橋倒塌事故现场的貨櫃船达利号（英语：MV Dali）成功脱困，由一艘拖船拖回巴尔的摩港[205]。
  - 维基解密创始人朱利安·阿桑奇获准就英国将其引渡至美国提出上诉[206]。
- 5月21日，美国司法部起诉奧克拉荷馬州，挑战其众议院第4156号法案 （页面存档备份，存于），该法案将任何没有合法移民身份的人定为罪犯[207]。
- 5月22日，
  - 艾奥瓦州遭遇龙卷风袭击，多人死亡，数十人受伤[208]。
  - 总统拜登宣布减免77亿美元的學生貸款，惠及16万人[209]。
  - 德克萨斯州州检察长肯·帕斯顿（英语：Ken Paxton）起诉公平就业机会委员会及拜登政府成员，挑战委员会指引所指的“拒绝为员工性别认同提供便利是工作场所骚扰”[210]。
- 5月23日，
  - 美国诉理想国演艺公司案（英语：United States v. Live Nation Entertainment）：美国司法部与29个州分、华盛顿哥伦比亚特区对票务公司票务大师及其母公司理想國演藝发起反垄断诉讼，指控对方非法垄断文体活动经营权[211]。次日，消费者群体向同一被告发起集体诉讼[212]。
- 5月24日，
  - 南達科他大學禁止教职员在电邮中使用人稱代詞及谈论美国原住民从属部落（英语：Native American recognition in the United States）[213]。
  - 海地危机：包括密苏里州参议员女儿本·巴克（英语：Ben Baker (politician)）在内的两名美国人在海地传教时被黑帮杀害[214]。
  - 尤瓦尔迪小学枪击案遇难学生家属起诉DDM4 V7步枪制造商丹尼尔防卫（英语：Daniel Defense），以及出现该武器的电子游戏《決勝時刻系列》的发行商动视暴雪。另外家属们还起诉了枪手使用社交媒体Instagram的母公司Meta Platforms[215]。
- 5月25日，俄克拉荷马州、德克萨斯州、阿肯色州和肯塔基州遭遇龙卷风袭击，21人遇难[216]。
- 5月28日，
  - 以哈战争期间的人道主义援助（英语：Humanitarian aid during the Israel–Hamas war）：美军拆掉在恶劣天气中受损的加沙浮动码头，进行修复[217]。
  - 俄亥俄州扬斯敦一栋公寓楼发生天然气爆炸，1人死亡，7人受伤[218]。
- 5月30日，
  - 三名非裔美国人向联邦法院起诉美國航空，指控其对他们进行“公然且恶劣的种族歧视”。之前三人乘坐美航航班的时候，向机组人员投诉八名非裔美国人的体味太大，结果被请下飞机[219]。
  - 美国劳工部向现代汽车发起诉讼，指控现代汽车亚拉巴马州制造厂（英语：Hyundai Motor Manufacturing Alabama）非法使用童工[220]。
  - 2024年大學校園支持巴勒斯坦抗議活動：底特律警察局（英语：Detroit Police Department）进入韦恩州立大学，拆除校内的亲巴勒斯坦学生营地[221]。
  - 紐約州人民訴唐納·川普案：前总统特朗普34项伪造商业记录的罪名成立[222]。
  - 俄乌战争：美国批准乌克兰使用美援武器袭击毗邻哈爾科夫州的俄罗斯领土，包括长距离导弹[223]。
  - OpenAI删除俄罗斯、中华人民共和国、伊朗、以色列制造的影响行动数据，避免旗下人工智能产品生成政治宣传与虚假内容[224]。
  - 2020–2024年H5N1疫情（英语：2020–2024 H5N1 outbreak）：密歇根州一位牧场工人成为第三宗人类感染甲型流感病毒H5N1亚型病例[225][226]。
  - 瓦洛–戴贝尔末日谋杀案（英语：Vallow–Daybell doomsday murders）：爱达荷州博伊西陪审团裁定被告查德·戴贝尔（Chad Daybell）谋杀及串谋杀害前妻及现任妻子的两个孩子，检方寻求死刑[227][228]。
  - 美國海軍和英國皇家海軍袭击了也门境内的13个胡塞武装组织基地，破坏地下设施及船只，至少12人死亡，10人受伤[229]。
- 5月31日，
  - 胡塞最高政治委员会称已成功打击美军德懷特·D·艾森豪號航空母艦，美国否认该说法[230]。
  - 亲巴勒斯坦示威者占领纽约布鲁克林博物馆[231]。
  - 新加坡香格里拉对话期间，美国国防部长劳埃德·奥斯汀会见中华人民共和国国防部长董军，双方同意恢复两国间的军事交流[232]。

### 6月
- 6月1日，票务大师及母公司理想國演藝向美国证券交易委员会提交文件，承认消费者个人信息遭到泄露，预计影响5.6亿用户。桑坦德銀行与云服务提供商雪花公司（英语：Snowflake Inc.）在这次事件中也受到波及[233]。
- 6月4日，总统拜登签署行政令，暂时停止美墨邊界的庇护申请流程，此前该流程7天内的日均处理量超过2500个。國際特赦組織批评该决定，指责拜登“开创危险的国际先例”[234][235]。
- 6月5日，
  - 经过一周延宕，波音星际航线的首歌载人飞船在佛罗里达州卡纳维拉尔角太空军基地成功发射，飞船成功对接国际空间站[236]。
  - 黎巴嫩贝鲁特美国大使馆（英语：Embassy of the United States, Beirut）遭一名叙利亚男子开枪，一名安全部队人员受伤严重[237]。
  - 美国食品药品监督管理局驳回了治疗創傷後壓力症的MDMA辅助心理治疗（英语：MDMA-assisted psychotherapy）[238]。
  - 拜登对非法穿越美墨邊界的人士发出广泛的庇护禁令，违反者将遭到遣返或送回墨西哥，无人陪伴的儿童、走私受害者及面临严重医疗或安全威胁的人士除外[239]。
  - 意大利佛罗伦萨法院裁定2007年佩鲁贾天使面孔杀人案嫌犯、美国记者阿曼達·諾克斯犯谋杀罪，判处三年监禁[240]。
- 6月6日，
  - 拜登政府宣布制裁自2022年10月起持续在約旦河西岸地區制造袭击的武装组织狮穴[241]。
  - 美国国务院以通过《外国影响透明法》为由，宣布制裁格鲁吉亚执政党格鲁吉亚梦想的多名政客，禁止他们入境美国。声明还表示，如果格鲁吉亚当局持续“反民主活动”，制裁会进一步升级[242]。
  - SpaceX星艦第四次星艦軌道試飛任務启航[243]。
- 6月7日，
  - 据胡塞电视台报道，美国及英国对也门荷台達國際機場、萨利夫港（英语：Port of Salif）及塔瓦拉发动六轮空袭[244]。
  - 拜登政府通过一项联邦法律，规定自2027年到2031年在美国销售的乘用车、2029年到2031年的SUV和轻型卡车（英语：light truck）必须每年增加2%的汽车燃油经济性[245]。
- 6月10日，
  - 以哈戰爭期間全球範圍內的抗議，美国驻澳洲悉尼领事馆遭亲巴勒斯坦示威人士破坏[246]。
  - 艾奥瓦州康奈尔学院四名美国外教在中华人民共和国吉林省吉林市船营区北山公园游玩时，被一名55岁的当地男子刺伤[247]。
  - 无名氏诉金吉达品牌国际案（英语：Doe v. Chiquita Brands International）：经过长达17年的诉讼，美国联邦法院陪审团裁定金吉達品牌國際资助哥伦比亚安蒂奥基亚省和马格达莱纳省的极右准军事敢死队哥伦比亚联合自卫军[248]。
  - 俄乌战争期间对乌克兰的军事援助：美国解除对乌克兰亚速营运送武器的禁令[249]。
- 6月11日，
  - 特别检察官韦斯调查（英语：Weiss special counsel investigation#Firearm charges trial）：特拉华州联邦法庭裁定亨特·拜登犯有三项吸毒期间持有枪支的重罪[250]。
  - 以色列–哈马斯战争期间的人道主义援助（英语：Humanitarian aid during the Israel–Hamas war）：美国国务卿安东尼·布林肯宣布向加沙地带巴勒斯坦人追加4亿美元的人道主义援助[251]。
  - 匿名消息人士称联邦调查局的联合恐怖主义特遣部队（英语：Joint Terrorism Task Force）在纽约、费城及洛杉矶逮捕8名疑似伊斯兰国成员的塔吉克斯坦公民[252]。
- 6月12日，
  - Megabus（英语：Megabus (North America)）等大巴客运服务的控股公司美国长途客车（英语：Coach USA）依美国破产法第十一章申请破产，计划出售资产，以摆脱1.978亿美元的债务[253]。
  - 俄罗斯入侵乌克兰期间的国际制裁：莫斯科證券交易所暂停美元及欧元交易，以回应欧盟及美国日益增加的制裁措施[254]。
  - 美国国家气象局对佛罗里达州发布罕有的洪水暴涨警报（英语：Flash Flood Emergency），称当地出现500至1000年一遇的严重洪水[255]。
  - 美国宣布制裁亲俄罗斯的摩尔多瓦加告兹行政长官叶夫根尼娅·古苏尔（英语：Evghenia Guțul）[256]。
  - 4500家与被美国制裁的俄罗斯实体有业务往来的境外金融机构被美国扩大二级制裁[257]。
  - 美國公民自由聯盟向联邦法院起诉拜登政府，反对拜登限制移民在美墨边境寻求庇护的总统指示（英语：A Proclamation on Securing the Border）[258]。
  - 司法部長梅域·加蘭被美国众议院裁定犯有藐视国会罪[259]。
  - 俄克拉荷马州最高法院（英语：Oklahoma Supreme Court）驳回了1921年土爾沙種族屠殺最后一名幸存者的索赔官司[260]。
- 6月13日，
  - 数十名远足爱好者在大峽谷國家公園附近远足时患上不明疾病[261]。
  - 美国食品药品监督管理局诉诉希波克拉底医学联盟案（英语：FDA v. Alliance for Hippocratic Medicine）：美国最高法院以原告不具备诉讼资格（英语：standing (law)）为由，裁定限制获取堕胎药美服培酮的措施违法[262]。
- 6月14日，
  - 美国国务院将以色列组织9号司令（英语：Tsav 9）列入制裁清单，称该组织阻碍加沙人道物资的运输[263]。
  - 美国国务院将新纳粹主义组织北歐抵抗運動列为恐怖组织，组织三名首脑被列入特别指定全球恐怖分子（英语：Specially Designated Global Terrorist）名单[264]。
  - 各国政府散步的COVID-19假消息（英语：COVID-19 misinformation by governments）：路透社独家披露特朗普政府和拜登政府分别在2020年和2021年下令美国武装部队在菲律宾等发展中国家进行诋毁中国科兴生物克尔来福疫苗的秘密行动[265]。
- 6月15日，
  - 加利福尼亚州奇诺附近发生一起坠机事故，2人死亡[266]。
  - 底特律郊区[羅切斯特希爾斯一所公园的嬉水区（英语：splash pad）发生枪击案，在场2名儿童在内的9人受伤[267]。
- 6月16日，加州洛杉矶饥饿谷（英语：Hungry Valley）地区发生山火，大火在5号州际公路加利福尼亚州段附近的干燥山区蔓延，约1200人需要疏散[268]。
- 6月17日，
  - 美国联邦地区法官罗伯特·S·拉斯尼克（英语：Robert S. Lasnik）下令BNSF鐵路向斯维诺米什印第安部落社区（英语：Swinomish Indian Tribal Community）赔偿4亿美元，认定该公司故意侵入并多次让100节车厢的火车运载原油穿越该部落的保留地[269]。
  - 肯塔基州东部联邦地区首席法官丹尼·C·里夫斯（英语：Danny C. Reeves）驳回拜登政府禁止田纳西州、肯塔基州、俄亥俄州、印第安纳州、弗吉尼亚州及西弗吉尼亚州以性别身份及性倾向进行歧视（英语：sexual orientation discrimination）的《教育法修正案第九条》[270]。
  - 马里兰州州长韋斯·摩爾特赦17.5万名犯有低级大麻罪行的犯人[271]。
  - 乔治亚州纽南一所民宅发生火灾，造成3名儿童在内的6人死亡，5人送院[272]。
- 6月18日，
  - 特拉华州电动车初创公司菲斯克公司（英语：Fisker Inc.）依美国破产法第十一章宣布破产[273]。
  - 英伟达市值超越微软，成为市值最高的上市公司，市值超过3.34万亿美元[274]。
  - 美国农业部出于安全原因暂停墨西哥州米却肯州芒果和鳄梨的进口[275]。
  - 美国联邦地区法官洛娜·G·斯科菲尔德（英语：Lorna G. Schofield）裁定纽约牧师劳莫·怀特海德（英语：Lamor Whitehead）犯有诈骗、勒索未遂及向联邦调查局透露不实信息罪，判其在联邦监狱监禁9年。此前劳莫被发现诈骗教堂信众钱财，期间向一位单亲妈妈勒索9万美元[276]。
- 6月19日，
  - 随着州长傑夫·蘭德里签署法案，路易斯安那州成为全美首个强制公立学校教室张贴十誡的州份[277][278][279]。
  - 2024年大西洋颶風季首个飓风阿贝尔托（英语：Tropical Storm Alberto (2024)）在墨西哥湾生成[280]。
- 6月20日，研究人员在蒙大拿州朱迪思河组（英语：Judith River Formation）发现全新的恐龙物种洛基角龙，其名字出自北欧神祇（英语：Norse god）洛基[281]。
- 6月21日，
  - 阿肯色州福代斯发生群体枪击案，4人死亡，9人受伤[282]。
  - 亚利桑那州凤凰城都会区（英语：Phoenix metropolitan area）出现115 °F（46 °C）的极端高温，至少6人因天气炎热诱发疾病死亡[283]。
- 6月22日，伊利诺伊大学厄巴纳-香槟分校大气科学家约书亚·沃曼（英语：Joshua Wurman）、凯伦·科西巴（Karen Kosiba）通过都卜勒雷達测量数据，确认5月21日侵袭艾奥瓦州格林菲尔德的风速在309 mph（497 km/h）到318 mph（512 km/h）之间，是气象雷达首次测到风速达300 mph（480 km/h）的龙卷风[284]。
- 6月24日，
  - 維基解密创办人朱利安·阿桑奇向美国司法部认罪后，次日获释回澳大利亚[285]。
  - 随着减肥药需求的增加，诺和诺德宣布计划在北卡罗来纳州建造一座耗资41亿美元的工厂[286]。
- 6月26日，
  - 拜登赦免了数千名前军人，他们曾因一项现已废除的禁止同性性行为的军事禁令而被定罪[287]。
  - 现任纽约州众议员贾马尔·鲍曼（英语：Jamaal Bowman）在2024年紐約州聯邦眾議員選舉初选中挑战乔治·拉蒂默（英语：George Latimer (New York politician)）失败。褒曼的竞选活动创下了竞选开支的历史新高，活动资金主要由美国以色列公共事务委员会捐赠[288]。
- 6月27日，
  - 國家運輸安全委員會就阿拉斯加航空1282号班机门塞脱落事故对飞机制造商波音进行惩罚。此前波音曾公布事件信息，但运输委员会无法验证[289]。
  - 美国司法部指控包括76人医务人员在内的193人，称他们诈取27.5亿美元的医保资金，包括非法派发阿得拉尔和毒瘾治疗药物[290]。
  - 2024年美国总统选举电视辩论（英语：2024 United States presidential debates）第一场在亚特兰大举行[291]。
  - 美国最高法院宣布驳回莫伊尔诉美国案（英语：Moyle v. United States），对禁止堕胎的爱达荷州恢复进行特殊紧急堕胎护理的能力[292][293]。
- 6月28日，最高法院以6比3的投票下达洛珀·布莱特企业诉雷蒙多案（英语：Loper Bright Enterprises v. Raimondo）的裁决，推翻了1984年雪佛龙美国公司诉自然资源保护委员会公司案（英语：Chevron U.S.A., Inc. v. Natural Resources Defense Council, Inc.）中列明的削弱美国联邦机构权力的判决[294]。
- 6月29日，拜登政府将30.9万名海地人的临时保护状态（英语：Temporary Protected Status）计划延长到2026年，对他们豁免驱逐出境，并发放工作许可（英语：work permit）[295]。

### 7月
- 7月1日，最高法院以6比3的投票裁定，前总统对任内的官方行为享有绝对的免于起诉权，而非官方行为则不享有免于起诉权[296][297]。
- 7月2日，
  - Google宣布斥资10亿美元扩建艾奥瓦州Council Bluffs数据中心[298]。
  - 美國國土安全部五年来首次动用遣返专机，将116名穿越美墨邊界非法入境的中国人遣返回国[299]。
  - 因密谋推翻2020年美國總統選舉结果，魯迪·朱利安尼被纽约州吊销律师资格[300]。
  - 巴拿马与美国签订协议，将共同控制经达连隘口进入美国南部的非法移民人数，其中美方会负责非法入境巴拿马人士的遣返费用[301]。
  - 数十名已辞职的美国政府官员发表联合声明，一致谴责拜登政府违反联邦法律，持续向以色列运送武器，共谋对巴勒斯坦平民犯下“无可否认”的战争罪[302]。
- 7月3日，
  - 北加利福尼亚州出现大规模山火，至少2.6万人撤离[303]。
  - 通用汽车因生产的590万辆汽车排放标准超标，被美国国家环境保护局罚款1.458亿美元[304]。
- 7月4日，
  - 薩克斯第五大道母公司哈德逊湾公司完成合并，并以26.5亿美元买下奢侈品百货尼曼和波道夫古德曼（英语：Bergdorf Goodman）[305]。
  - 美国多地的国庆日活动爆发枪击案，33人死亡，其中伊利诺伊州芝加哥的事件造成11人死亡、55人受伤，加利福尼亚州亨廷頓比奇的事件由2人死亡、3人受伤，宾夕法尼亚州费城有1人死亡、6人受伤，马萨诸塞州波士顿有1人死亡、5人受伤[306]。
- 7月6日，亚利桑那州、加利福尼亚州和俄勒冈州出现极端高温天气，其中馬里科帕縣出现160个因热射病死亡的病例[307]。
- 7月7日，
  - 天空之舞传媒与派拉蒙全球共同宣布一项最终合并协议，交易价值80亿美元[308]。
  - 美国国家航空航天局的四名志愿者在休斯敦约翰逊航天中心完成长达378天的组员健康与表现探索模拟（英语：Crew Health and Performance Exploration Analog）任务[309]。
- 7月8日，波音承认为逃避737 MAX坠机事故的审判，犯下了串谋欺诈的刑事罪行[310]。
- 7月9日，
  - 北约峰会在华盛顿哥伦比亚特区召开[311]。
  - 基拉戈树仙人掌（Pilosocereus millspaughii）在佛罗里达州局部地區滅絕，成为全美首个因海平面上升灭绝的物种[312][313]。
  - 國家情報總監艾薇儿·海恩斯指控伊朗政府利用社交媒体煽动并资助亲巴勒斯坦的校园占领行动，加深美国的政治撕裂，以及民众对民主体制的不信任[314]。
- 7月10日，
  - 一架参与马峡谷大火灭火行动的消防飞机在蒙大拿州豪瑟湖（英语：Hauser Dam）坠毁，机上全员遇难[315]。
  - 拜登政府恢复向以色列运送Mark 82炸彈，该武器此前因外界担忧会伤害巴勒斯坦平民而一度停止运送[316]。
- 7月11日，
  - 美国财政部与白宫宣布制裁委内瑞拉犯罪集团阿拉瓜火车（英语：Tren de Aragua），并将其列为“跨过犯罪集团”。美国国务院悬赏1200万美元征集有助于逮捕集团首脑的情报[317]。
  - 美国国务院和财政部宣布制裁三名阻挡人道援助物资进入加沙地带及四个非法以色列定居点的暴力以色列定居者，同时将以色列极右翼的犹太至上主义组织火焰（英语：Lehava）列入黑名单[318]。
  - 颶風貝里爾在德克萨斯州和路易斯安那州引发极端天气，至少11人身亡，其中德州有130万个居民及企业停电四天，白天气温高达90 °F（32 °C），相对湿度极高[319]。
- 7月12日，
  - 电影《乡巴佬》片场枪击事件（英语：Rust shooting incident）：由于检方隐瞒证据，违反“布兰迪披露原则（英语：Brady disclosure）”，新墨西哥州法官以检方存在偏见为由驳回了对演员艾力·寶雲的过失杀人指控[320]。
  - 俄克拉荷马州塔爾薩公布了1921年土爾沙種族屠殺中失踪男子第一处坟墓的位置[321]。
  - 前总统特朗普在宾夕法尼亚州巴特勒縣的竞选集会上演讲时遭遇枪击，其发言人事后表示他情况良好。巴特勒縣地区检察官表示，嫌疑人被当场击毙，一名观众在枪击中丧生[322][323]。
- 7月15日，唐納·川普在共和黨全國代表大會上宣佈J·D·萬斯為副總統候選人[324]。
- 7月19日，CrowdStrike对缺陷软件的更新造成全球多地的IT系统出现故障，其中航空公司受到的影响最为严重。[325]
- 7月21日，乔·拜登正式宣布退出2024年美国总统选举，其竞选活动（英语：Joe Biden 2024 presidential campaign）亦宣告结束。[326]
- 7月23日，因处置唐納·川普遇刺案不当，美国特勤局局长金伯莉·奇特尔引咎辞职[327]。
- 7月24日，以色列总理本雅明·内塔尼亚胡访问美国（英语：2024 visit by Benjamin Netanyahu to the United States），并在美国国会发布演讲。访问期间，美国民众举行反对以色列—哈馬斯戰爭的抗议及抵制行动[328][329][330]。
- 7月25日，墨西哥錫納羅亞販毒集團头目伊斯梅尔·赞巴达（英语：Ismael "El Mayo" Zambada）在德克萨斯州艾爾帕索被美国联邦调查局探员逮捕[331][332]。
- 7月26日，2024年美国游戏产业大罢工（英语：2024 SAG-AFTRA video game strike）启动[333]。
- 7月30日，谋杀丈夫的黑天鹅谋杀案（英语：Black Swan manslaughter case）主犯阿什莉·贝尼菲尔德被佛罗里达州马纳提县陪审团裁定过失杀人罪成立[334][335]。

### 8月
- 8月1日，美国与俄罗斯在埃森博阿国际机场进行冷战以来最大规模的换俘行动，双方共交换26人。[336]
  - 犹他州最高法院（英语：Utah Supreme Court）裁定2022年6月起中断的堕胎禁令（英语：Abortion in Utah）继续中断[337]。
  - 美国宣布承认在2024年委內瑞拉總統選舉中落败的反对派领袖埃德蒙多·冈萨雷斯·乌鲁蒂亚为合法胜选者[338]。
- 8月2日，
  - 副总统贺锦丽当选2024年美国总统选举民主党总统候选人。[339]
  - 美国诉哈立德·谢赫·穆罕默德等人案（英语：United States v. Khalid Sheikh Mohammed），美国国防部长劳埃德·奥斯汀撤销了三名被控策划九一一袭击事件男子的认罪协议，将案件恢复为死刑案件[340]。
- 8月6日，副总统贺锦丽宣布明尼蘇達州州长提姆·華茲为竞选副手。[341]
  - 联邦调查局宣布对田纳西州众议员安迪·奥格斯涉嫌欺诈竞选费用的事件展开调查。[342]
  - 在泰坦號潛水器事故中遇难的法国深海探险家保罗-亨利·纳热奥莱（英语：Paul-Henri Nargeolet）家属在华盛顿州金县发起过失杀人诉讼，索赔5000万美元。[343]
- 8月8日，犹他州对杀人强奸犯塔伯伦·霍尼（英语：Taberon Honie）执行死刑，为2010年的首次死刑。[344][345]
- 8月19日，
  - 前国会议员乔治·桑托斯承认犯下身份盗窃和电汇欺诈罪。[346]
  - 为期四天的2024年民主黨全國代表大會在芝加哥联合中心举行。[347][348]

### 9月
- 9月2日，
  - 芝加哥郊区的一辆CTA列车发生群体枪击案（英语：2024 Chicago train shooting），四名露宿者遇害[349]。
  - 美国在多米尼加扣押了委内瑞拉总统尼古拉斯·马杜罗的专机，其后将飞机开到佛罗里达州[350]。
- 9月4日，
  - 佐治亞州溫德的阿巴拉契高中（英语：Apalachee High School）發生校園槍擊案（英语：2024 Apalachee High School shooting），4人死亡，9人受傷[351]。
  - 右翼网红蒂姆·浦爾、戴夫·魯賓任职的田纳西州科技公司Tenet Media（英语：Tenet Media）遭遇联邦起诉，指控公司参与俄罗斯政府支持的假消息散播行动[352]。
- 9月5日，
  - 面临逃税、提交虚假纳税申报表等九项联邦控罪的亨特·拜登进入阿尔弗德抗辩[353]。
  - 美国与欧盟、英国等八国国家签订史上第一份关于人工智能系统使用的条约[354]。
- 9月6日，国际团结运动（英语：International Solidarity Movement）成员、土耳其裔美国人艾森努尔·艾吉在约旦河西岸地区纳布卢斯省抗议以色列國防軍时遇害[355]。
- 9月7日，肯塔基州伦敦附近的75号州际公路（英语：Interstate 75 in Kentucky）发生枪击案，一名男子朝路过车辆开枪，造成5人受伤[356]。
- 9月10日，搭载北极星黎明任务乘组四名成员的獵鷹9號Block 5火箭在佛罗里达州肯尼迪航天中心发射升空，展开人类史上首次商业太空行走[357]。
- 9月14日：亚利桑那州州长凯蒂·霍布斯签署法案，正式废除该州于1864年通过的堕胎禁令[358]。
- 9月15日，特朗普在佛羅里達州的高尔夫球场遭遇枪击，涉案枪手后来落网，安全部门循暗杀未遂调查此事[359]。
- 9月16日，说唱歌手肖恩·库姆斯涉嫌有组织非法盈利、性贩卖、为性交易提供交通服务，在曼哈顿被捕[360]。
- 9月17日，
  - 美国联邦第二巡回上诉法院维持格希萊恩·麥克斯韋爾性贩卖未成年女性给杰弗里·爱泼斯坦罪名的原判[361]。
  - 加州州长加文·纽森签署法案，禁止用人工智能取代演员[362]。
- 9月18日，
  - 因业绩不佳，食品塑料容器生产商特百惠宣布破产[363]。
  - 肯塔基州州长安迪·貝謝爾签署行政令，禁止LGBT迴轉治療[364]。
- 9月20日，南卡来罗纳州对谋杀犯弗雷迪·尤金·欧文斯（英语：Freddie Eugene Owens）执行死刑，为2011年来的第一次死刑[365][366]。
- 9月21日，阿拉巴马州伯明翰发生群体枪击案，4人死亡，17人受伤[367]。
- 9月24日，
  - 加密货币交易所阿拉美達研究（英语：Alameda Research）前CEO卡罗琳·埃里森（英语：Caroline Ellison）犯欺诈罪，获刑2年[368]。
  - 1998年费莉西亚·盖尔谋杀案（英语：murder of Felicia Gayle）主犯马塞勒斯·威廉姆斯（Marcellus Williams）在密苏里州接受死刑[369]。
- 9月25日，紐約市長埃里克·亞當斯因涉嫌收受土耳其方面賄賂等被起訴。[370]
- 9月26日，内华达州最高法院（英语：Nevada Supreme Court）驳回内森·李追逐他的马（英语：Nathan Lee Chasing His Horse）的性犯罪案件[371]。
- 9月27日，飓风海伦妮在美国西南部登陆，造成215人死亡、685人失踪。[372]

### 10月
- 10月1日，
  - 吉米·卡特100岁生日，成为美国首位人瑞总统。[373]
  - 民主党副总统候选人、明尼苏达州州长提姆·華茲与共和党副总统候选人、俄亥俄州参议员J·D·万斯在纽约进行副总统电视辩论。[374]
  - 美国多地出现码头工人罢工潮，工人不满薪酬待遇及使用自动化设备。[375]
  - 加州正式禁止水力压裂[376]。
- 10月2日，特别法律顾问（英语：Smith special counsel investigation）杰克·史密斯向法庭提交新诉状，指控特朗普参与推翻2020年大选结果的“私人犯罪行动”，主张其不受最高法院关于公职任内“官方”行为不予起诉裁决的保护[377]。
- 10月3日，科罗拉多州梅薩縣县书记员蒂娜·彼得斯（英语：Tina Peters (politician)）被法庭裁定散播2020年大选“选举舞弊”阴谋论罪名成立，获刑9年[378]。
- 10月8日，
  - 美国环境保护局宣布在10年内更换全国的铅水管[379]。
  - 联邦调查局在奧克拉荷馬州奧克拉荷馬市逮捕一名密谋在大选日替伊斯兰国策划袭击的阿富汗公民[380]。
- 10月9日，颶風米爾頓佛羅里達州西岸登陸，造成14人死亡，至少50万户居民断电。[381]
- 10月10日，金融犯罪执法局对长期违反反洗钱（英语：anti–money laundering）法律的TD银行（英语：TD Bank (United States)）罚款30亿美元[382]。
- 10月13日，SpaceX进行了SpaceX第五次星艦軌道試飛任務，成功完成助推器捕捉回收。[383]
- 10月20日，5名声称被说唱歌手肖恩·库姆斯性侵犯及强奸的受害者在纽约联邦法院发起民事诉讼[384]。
- 10月21日，在纽约中央公园慢跑者案中被法院错判的五人就特朗普在9月总统辩论中的不当言论，向美国宾夕法尼亚东区联邦地区法院发起诉讼[385]。
- 10月22日，美国疾病控制与预防中心报告大量民众在麦当劳食用盎司牛肉堡后感染大腸桿菌，有75人中毒，1人死亡[386]。至10月31日，再有15人中毒[387]。
- 10月23日，美國運輸部向违反身障人士法律的美国航空罚款5000万美元[388]。
- 10月27日，特朗普在纽约麦迪逊广场花园举行造势晚会，在讲话中使用种族歧视及厌女语言，引发舆论批评[389][390]。
- 10月28日，参与国会山骚乱的演员杰伊·约翰斯顿（英语：Jay Johnston）被判监禁1年又1天（英语：Year and a day rule）[391]。
- 10月30日，2024年美國職棒大聯盟球季落下帷幕，洛杉矶道奇在世界大赛决赛中击败纽约洋基，夺得队史第8个世界大赛冠军[392]。

### 11月
- 11月1日，南卡罗莱纳对杀人犯理查德·伯纳德·摩尔（英语：Richard Bernard Moore）执行死刑[393]。
- 11月2日，休闲餐饮品牌星期五美式餐廳宣布破产[394]。
- 11月5日，
  - 共和黨籍前任總統唐納·川普在總統選舉中擊敗民主黨籍現任副總統賀錦麗，再次當選總統。[395]特朗普成为格罗弗·克利夫兰后第二位卸任后再度当选的美国总统[396]。
  - 美国与索马里达成消除100亿美元债务协议。[397]
- 11月6日，总统拜登宣布加快授予乌克兰60亿美元的軍事援助[398]。
- 11月8日，美国司法部对伊朗公民法哈德·沙克里（Farhad Shakeri）发出刑事指控，指控他向美国执法部门表示自己“奉命在2024年10月7日提供暗杀特朗普的计划”[399]。
- 11月10日，阿拉巴马州塔斯基吉塔斯基吉大学周末校友归宁活动爆发枪击案，1人死亡，16人受伤[400]。
- 11月11日，马里兰州州长韋斯·摩爾在老兵节活动中追授废奴主义者哈莉特·塔布曼马里兰州国民警卫队（英语：Maryland National Guard）一星上将军衔[401]。
- 11月12日，
  - 第二次川普政府候选名单陆续公布，前南达科他州州长克丽丝蒂·诺姆获提名国土安全部长、参议员馬可·魯比奧获提名国务卿、福斯新闻主播兼退伍军人皮特·赫格塞斯获提名国防部长[402][403][404]。
  - 海地帮派朝计划在太子港杜桑·卢维杜尔国际机场降落的精神航空航班开枪后，美国联邦航空管理局禁止全美航班飞往海地，为期30天[405]。
  - 特朗普宣布成立政府效率部（DOGE），由企业家埃隆·马斯克和维韦克·拉马斯瓦米担任部门领导。该联邦机构需要得到国会批准才能成立[406]。
- 11月13日，国会议员馬特·蓋茨获提名候任司法部長[407]。
- 11月14日，
  - 讽刺新闻网站《洋葱报》在破产拍卖中收购亚历克斯·琼斯的新闻网站InfoWars[408][409]。
  - 环境律师小罗伯特·肯尼迪获提名候任卫生与公众服务部部长，北达科他州州长道格·伯古姆获提名內政部長，前国会议员道格·科林斯获提名退伍军人事务部长[410][411][412]。
  - 位于六旗大冒险乐园的全球最高雲霄飛車京达卡（英语：Kingda Ka）结束运营。[413]
- 11月15日，
  - 通用汽车裁掉1000名员工，关闭多间工厂[414]。
  - 已故民权运动领袖麥爾坎·X的三位女儿向中央情报局、联邦调查局、纽约市警察局提出非正常死亡诉讼，认为三个部门参与了马尔科姆·X谋杀案（英语：assassination of Malcolm X），索赔1亿美元[415]。
  - 特朗普提名27岁的卡羅琳·萊維特担任白宫新闻秘书，是史上最年轻的白宫新闻秘书[416]。
- 11月16日，
  - 特朗普提名自由能源CEO克里斯·賴特担任能源部長[417]。
  - 加州检测出非洲猴痘疫情中传播最快的毒株Clade Ib[418]。
- 11月17日，拜登对乌克兰解除使用美国武器对俄罗斯境内进行深度攻击的禁令[419]。两天后，乌克兰对俄罗斯发射ATACMS远程导弹[420]。
- 11月18日，
  - 精神航空依照美国破产法第十一章申请破产[421]。
  - 特朗普提名福斯新闻频道主播、前国会议员肖恩·達菲担任运输部长[422]。
- 11月20日，
  - 特朗普提名世界摔角娛樂前CEO琳达·麦克马洪出任教育部長[423]。
  - 印度亿万富豪、阿達尼集團主席高塔姆·阿達尼与集团另外七名高管涉嫌贿赂，被美国纽约东区联邦地区法院起诉（英语：United States of America v. Gautam Adani et al.）[424]。
- 11月21日，
  - 特朗普提名佛罗里达州检察长（英语：Florida Attorney General）帕姆·邦迪出任司法部长，接任撤回提名的马特·盖茨[425]。
  - 伊利诺伊州最高法院（英语：Supreme Court of Illinois）撤销了对朱西·斯莫利特（英语：Jussie Smollett）的定罪和判决，认定他因正当程序权利受到侵犯而对自己实施了仇恨犯罪（英语：Jussie Smollett hate crime hoax）[426]。
- 11月22日，特朗普第二次内阁人员名单陆续公布，对冲基金投资者、前耶鲁大学教授斯科特·貝森特获提名财政部长，前国会议员洛麗·查韋斯-德雷默获提名劳工部长，前德州众议员、退役NFL球员史葛·特納获提名住宅及城市發展部長[427][428][429]。
- 11月23日，特朗普提名美国优先政策研究所（英语：America First Policy Institute）CEO布魯克·羅琳絲出任农业部长[430]。
- 11月25日，杰克·史密斯撤销了对特朗普干预2020年大选的案件[431]。
- 11月27日，
  - 在美国斡旋下，以色列和黎巴嫩达成停戰協定[432]。
  - 中美两国進行第二輪囚犯交換行動，雙方互換三名被拘押公民。美國並下調對中國的旅遊警示[433]。
- 11月29日，阿肯色州小岩城公园广场购物中心（英语：Park Plaza Mall）在举行黑色星期五购物节时发生枪击案，3人受伤[434][435]。

### 12月
- 12月1日，拜登打破此前承诺，动用总统特权赦免儿子亨特·拜登[436][437]。
- 12月2日，
  - 特拉华州法官裁定埃隆·马斯克5600万美元的薪酬待遇无效[438]。
  - 众议员亚历山德里娅·奥卡西奥-科尔特斯成为首位在Bluesky达成100万关注的人士[439]。
- 12月4日，保险公司联合健康集团首席执行官布莱恩·汤普森在紐約市中心希爾頓酒店门外被人打枪打死，警方称事件为“有预谋袭击”[440]。
- 12月5日，加利福尼亚州沿岸地区发生7.1级地震，加州、俄勒冈州和华盛顿州全境发布海啸及地震预警[441]。
- 12月6日，联邦上诉法庭裁定TikTok母公司字节跳动就《保护美国人免受外国对手控制应用伤害法案》的上诉无效[442]。
- 12月9日，
  - 杀害联合健康集团首席执行官布莱恩·汤普森的26岁男子路易吉·曼焦內被警方逮捕[443]。
  - 评审团裁定2023年乔丹·尼利遇害案被告丹尼尔·佩尼（Daniel Penny）过失杀人罪不成立[444]。
  - 也门胡塞武装组织在亚丁湾袭击美国海军舰队[445]。
- 12月10日，因竞标过程充满争议，联邦破产法官克里斯托弗·洛佩兹（Christopher Lopez）驳回亚历克斯·琼斯将旗下新闻网站InfoWars出售给讽刺新闻网站《洋葱报》的提案[446]。
- 12月11日，
  - 艾伯森撤回了与克羅格价值246亿美元的并购案（英语：Proposed acquisition of Albertsons by Kroger），并向克罗格发起诉讼，索要6亿美元终止赔偿费[447]
  - 多架来路不明的无人机（英语：2024 New Jersey drone sightings）出现在新泽西州，部分飞越军事区[448]。
- 12月12日，拜登签署特赦令，对新冠病毒疫情期间获释并软禁在家的囚犯减刑，涉及约1500人，同时赦免了39名因非暴力罪行服刑的美国人，单日特赦规模为美国历史上最大。其中儿童换金钱丑闻嫌犯马克·恰瓦雷拉（英语：Mark Ciavarella）和迈克尔·科纳汉（英语：Michael Conahan）的减刑受到外界批评[449]。
- 12月13日，
  - 美军从叙利亚撤出此前失踪的美国公民特拉维斯·蒂默曼（Travis Timmerman）[450]。
  - 麦肯锡同意支付6.5亿美元，与司法部达成延期起诉协议，已解决公司就增加羟考酮销量咨询普渡制药所产生的刑事指控，包括串谋错误标记药品（英语：Prescription Drug Marketing Act）和妨碍司法公正[451]。
- 12月16日，
  - 威斯康辛州麦迪逊丰盛生命基督教学校发生校园枪击案，2人死亡，6人受伤，15岁嫌犯当场死亡[452]。
  - 日本軟銀集團宣布在美国投资1000亿美元，预计在2029年前创造10万个工作岗位，集中在人工智能等科技相关领域[453]。
- 12月18日，
  - 印第安纳州对谋杀犯约瑟夫·爱德华·科克伦（英语：Joseph Edward Corcoran）执行死刑，为该州2009年来首次执行死刑[454]。
  - 疾病控制与预防中心确认首宗与人类接触后院羊群有关的H5N1禽流感严重病例[455]。
- 12月22日，一名女乘客在乘坐纽约地铁F线时被一名男子用打火机点火烧死[456]。
- 12月23日，众议院道德报告发现“大量证据”表明馬特·蓋茨在任期间与17岁少女进行性交易，并服用非法毒品[457]。
- 12月24日，因技术问题，美国航空所有航班停飞数小时[458]。
- 12月29日，第39任總統吉米·卡特在喬治亞州普雷恩斯的家中辭世，享年100岁[459]。